# Weier Antriebe und Energietechnik
Die Weier Antriebe und Energietechnik GmbH ist ein deutscher Elektromotor-Hersteller mit Sitz in Eutin, der sich in den letzten Jahren auf den Bau von Windkraftgeneratoren spezialisiert hat. Weier Energie wurde 1945 von Heinz Weier gegründet und hat heute mehr als 70 Mitarbeiter. Weier war das erste Unternehmen, das sich mit der Herstellung von Generatoren für Windkraftanlagen beschäftigte.
Weier hat sich heute auf drei Geschäftsfelder fokussiert: Erneuerbare Energien, Maritime Industrie und Maschinenbau.

## Geschichte
Im Jahre 1945 gründete Heinz Weier mit drei Mitarbeitern in Eutin im Kreis Ostholstein im Osten Schleswig-Holsteins das Weier Elektromotorenwerk. Zunächst begann das damalige Kleinunternehmen mit der Reparatur von Elektromotoren, wobei 1960 bereits ca. 30.000 Elektromotoren im Jahr produziert wurden. Im Jahre 1962 betrug die Produktionsfläche von Weier bereits 2000 m². Im selben Jahr bestand das Team des Elektromotorenwerkes aus mehr als 100 Mitarbeitern.
Im Jahre 1983 trat der Unternehmensgründer Heinz Weier aus Altersgründen als Geschäftsführer zurück und übergab den Betrieb an Georg Merchlowski, Thomas Karck und Hermann Oehme. Zu dieser Zeit begann Weier mit der Produktion von Generatoren für Windkraftanlagen und war das erste Unternehmen in Deutschland, dass sich mit der Gewinnung dieser erneuerbaren Energie beschäftigte. 1988 zog das Unternehmen in das Gewerbegebiet Eutins um. In den darauf folgenden zwei Jahren konnte eine weitere Expansion der Angestelltenzahlen und Umsätze festgestellt werden. Außerdem verstärkte Weier in diesen Jahren den Fokus auf die Neuentwicklung und die Herstellung von Generatoren für Windenergieanlagen aber auch für Blockheizwerke. Mitte der 90er Jahre zählte die Belegschaft Weiers mehr als 150 Mitarbeiter.

## Produkte
Weier Antriebe und Elektrotechnik GmbH war anfangs vor allem auf die Produktion von Elektromotoren spezialisiert. Zu Beginn der 1960er Jahre hatte Weier unter Führung von Heinz Weier ungefähr 30.000 Elektromotoren produziert. In den darauffolgenden Jahren wurde der Fokus mehr auf die Produktion von Generatoren gelegt. Weier Antriebe und Elektrotechnik beschäftigte sich dann auch mit der Entwicklung und Produktion von Generatoren für Erneuerbare Energien. Zum Produktfeld gehören Synchronmotoren, Synchrongeneratoren, Asynchrongeneratoren und permanent erregte Generatoren.

## Geschäftsfelder
Weier ist heute primär in drei Geschäftsfeldern aktiv:
- Im Bereich der Erneuerbaren Energien ist Weier auf Windkraft, Blockheizkraftwerke und Wasserkraftwerke spezialisiert.
- Weier entwickelt Windkraft-Generatoren für Klein- und Groß-Windkraftanlagen, Asynchrongeneratoren, Permanentmagnet-Generatoren und Pitchmotoren.
- Auf dem Feld der maritimen Industrie ist Weier im Schiffsbau tätig. Außerdem stellt Weier Antriebsmotoren für den Maschinen- und Anlagenbau sowie Fahrantriebe her.

## Persönlichkeiten
Gründer des Weier Elektromotorenwerks war 1945 Heinz Weier. Dieser führte das Unternehmen für insgesamt 38 Jahre. Daraufhin wurden Georg Merchlowski, Thomas Karck und Hermann Oehme Geschäftsführer von Weier. Seit 2006 wird das Unternehmen von Heiko Asum und Dirk Burhorn geleitet.